# Amanda Noar
Amanda Noar (* 14. Oktober 1962 in Prestwich, Greater Manchester, Lancashire, England) ist eine britische Schauspielerin und Theaterschaffende.

## Leben
Noar wurde am 14. Oktober 1962 in Prestwich geboren und besuchte ab ihrem 12. Lebensjahr die Arts Educational School. Sie ist jüdischer Herkunft. Ab ihrem 16. Lebensjahr begann sie in der Danny La Rue Show mitzuwirken. Sie war von 1987 bis 1991 mit dem Schauspieler Neil Morrissey verheiratet. 1989 wurden beide Eltern eines Sohnes. Seit April 1998 ist sie mit dem Trader Emir Guleryuz verheiratet, den sie bei einem Blind Date kennen lernte. Die beiden sind Eltern zweier Kinder.
Noar debütierte 1982 in drei Episoden der Fernsehserie Starting Out in der Rolle der Helen als Fernsehschauspielerin. Im Folgejahr war sie in einer Episode der Fernsehserie Coronation Street, in einer Nebenrolle im Blockbuster Die Rückkehr der Jedi-Ritter und im Fernsehfilm Out on the Floor zu sehen.
Es folgte ab 1984 die Rolle der Anita in der West-End-Produktion von West Side Story. Die Rolle verkörperte sie an Bühnen des Her Majesty’s Theatre in London und im Rahmen der nationalen Tournee Fields of Ambrosia, die unter anderen am Aldwych Theatre in London stattfand. Sie stellte die Rolle der Chava in Fiddler on the Roof with Topol dar. Am Grand Theatre in Swansea spielte sie die titelgebende Hauptrolle der Gypsy. Neben dem Theaterschauspiel tritt sie auch als Produzentin und Regisseurin der Musiktheatergruppe Impact im Norden Londons in Erscheinung.
1987 erhielt sie eine Episodenrolle in der Fernsehserie Boon. 1988 folgte eine Rolle im Film The Zero Option. 1990 übernahm sie die weibliche Hauptrolle der Kim im Horrorfilm Iron Thunder. Ihr damaliger Ehemann Morrissey übernahm im selben Film die männliche Hauptrolle des Noddy. Mitte der 1990er Jahre wirkte sie in den Fernsehserien Lovejoy, Stay Lucky und Casualty mit und übernahm eine Rolle im Film The Frontline. Von 1997 bis 2000 stellte sie die Rolle der Rose Finnegan in der Fernsehserie Brookside dar.

## Filmografie (Auswahl)
- 1982: Starting Out (Fernsehserie, 3 Episoden)
- 1983: Coronation Street (Fernsehserie, Episode 1x2301)
- 1983: Die Rückkehr der Jedi-Ritter (Return of the Jedi)
- 1983: Out on the Floor (Fernsehfilm)
- 1987: Boon (Fernsehserie, Episode 2x06)
- 1988: The Zero Option
- 1990: Iron Thunder (I Bought a Vampire Motorcycle)
- 1992: Lovejoy (Fernsehserie, Episode 3x06)
- 1993: Stay Lucky (Fernsehserie, 2 Episoden)
- 1993: The Frontline
- 1994: Casualty (Fernsehserie, Episode 8x17)
- 1997–2000: Brookside (Fernsehserie, 7 Episoden)

## Theater (Auswahl)
- 1981: Mack & Mabel, Nottingham Playhouse Main House
- 1984–1985: West Side Story, Her Majesty’s Theatre